# バブ
バブ（英: Bub）は、花王から発売されている入浴剤及び入浴剤を含めたインバスヘルスケア製品のブランド名。入浴剤は花王の看板商品ともいえるロングセラーとなっており、1983年の発売開始から40年以上に渡って幅広い世代に愛好されている。

## 特徴
バブの特徴としてまず挙げられるのが、お湯に漬けると炭酸ガスが発生するという点である。炭酸ガスは血行を促し、疲れ・肩こりに効く効果を持っているがそのほかに湯船に投入したときに湯の中でソーダのような泡を上げて溶けていく様が消費者に好まれている。炭酸ガスは、湯中に溶け出したフマル酸と炭酸水素ナトリウムの化学反応によって発生する。
商品開発は医薬品の研究員が炭酸泉の効用に関するドイツの論文を読んだことがきっかけである。炭酸ガスはありふれた素材で入浴や健康にはほとんど結びつかず、疑問視する声が多かったが、プレゼンテーションがうまくいき商品化となった。
バブの発売以降、炭酸ガスが発生する発泡タイプと呼ばれる入浴剤がメジャーになり、バブの他には後発の株式会社バスクリンのきき湯（2003年発売、発売当初はツムラ）、白元アースのHERSバスラボ（2015年に旧キング化学時代から発売され、白元アースへ継承後も継続発売されていた「バスキング」に替わって発売されたブランド）、アース製薬の温泡（おんぽう）などがある。
次に上げられる特徴は錠剤状の固形で1回分ずつ個別包装されているということである。現在家庭用入浴剤は粉状、または液状のものがほとんどであり、1回分ずつ個別包装されているかまたはビン、缶状の入れ物に数十回分まとめて入れられている。これに対してバブは1回分が約5cm角の四角い固形状をしており、湯船への投入時に分量をいちいち量るといった手間無しにそのままパッケージを開けて投入することが出来る。また分封されている事により、品質の劣化を防ぐ、保存がしやすい、携帯が容易といった効果がある。
3つ目の特徴は香りの種類が多いということである。定番として通年売られているのは「ゆず」、「森」、「ひのき」、「ラベンダー」といった誰にでも好まれる香りであるがその他に季節ごとに果物、花、ケーキ、リゾート、カフェといったテーマに合わせて新規開発された期間限定のバブをつめたアソートパックが発売される。そのため、他の入浴剤には見られない「入浴剤を収集する」という行為をする消費者は珍しくない。個別包装で固形であるという形状も収集のしやすさにつながっている。
また、パナソニック、三菱電機、日立グローバルライフソリューションズ、デンソー、コロナではエコキュート（自然冷媒CO2ヒートポンプ給湯器）に使用できる推奨の入浴剤として指定を受けている。なお、エコキュートに使用する場合、「バブ ミルキータイプ」・「バブ おふろでオフ」・「バブ MIRAI beauty」など、にごりタイプやパウダー配合タイプには使用不可となるので注意が必要である（なお、エコキュート以外の給湯器であっても取扱説明書に「にごりタイプの入浴剤の使用不可」の旨が明記されている場合は同様に使用不可となる）。

## 歴史
太字は現在も発売されている製品。
- 1983年11月 - 発売開始。当初は「ゆずの香り」と「森の香り」の2種類で、容量は5錠入り及び10錠入り。
- 1984年9月 - 現在の主流である20錠入りを追加発売。
- 1985年4月 - 「ブルーミントの香り」を追加発売（後にミントの香りに名称変更。現在の「バブクール」の源流である）。
- 1986年
  - 9月 - 「グリーンフローラルの香り」・「無色無香料バブ」を追加発売。
  - 11月 - 「生薬配合バブ」発売。
- 1988年9月 - 「ラベンダーの香り」を追加発売。
- 1989年10月 - 「モイスチャーミルクバブ」発売。
- 1991年3月 - 「ミルキーフレッシュバブ」発売。
- 1992年
  - 6月 - 「モイスチャーミルクバブ」・「ミルキーフレッシュバブ」の後継品として、「モイスチャーバブ」・「ももの葉エキスバブ」発売。
  - 9月 - 「レモンの香り」を追加発売。
- 1993年4月 - 「湯上り爽快バブ」発売。
- 1994年9月 - 「イチョウ緑葉エキスバブ」・「3つの香りのパック」発売。
- 1995年9月 - 錠剤の形状に凹型を加えた「パワフル発泡」に改良。
- 1996年
  - 1月 - 「ハーブの香り」を追加発売。
  - 4月 - 「湯上り爽快バブ」に「スキンケアタイプ」を追加発売。
  - 10月 - 「オクチルバブ」発売。
- 1997年
  - 1月 - 「オクチルバブ」につけかえ用を追加発売。
  - 4月 - 「爽快バブシャワー」販売開始（当初は「クール」と「スーパークール」の2タイプ）。
  - 10月 - 「バブ」に「ローズの香り」を追加発売。これに伴い「花の香りを楽しむパック」も同時発売。
- 1998年
  - 3月 - 「湯上り爽快バブ 爽快入浴セット」発売。
  - 5月
    - 「爽快バブシャワー」に「エクストラクール」を追加発売。
    - 「湯上り爽快バブ アイスボディバス」発売。

  - 10月 - 「バブ」に「ひのきの香り」を追加発売。
- 1999年
  - 9月 - 「カモミールの香り」を追加発売。「香りつぶ」の完成により「ラベンダーの香り」と「ローズの香り」も改良する。
- 2000年
  - 9月 - 液体タイプの入浴剤として「モイスチャーミルクバブ」の名称が復活し発売。「もも」・「アロエ」の2種。
- 2001年
  - 「爽快バブシャワー」の「クール」が販売終了し、既存の2アイテム（スーパークール・エクストラクール）が新デザインに。
  - 「バブ」に「さくらの香り」を追加発売。
  - 内容量を50gから45gに変更。
- 2002年
  - 「バブクール 緑茶の香り」を発売。同時に「ミントの香り」が「バブクール」に移行。
  - 9月 - 「かりんの香り」を追加発売。「ひのきの香り」が一時販売終了。
- 2003年
  - 4月 - 「バブクール」に「ジャスミンティーの香り」を追加発売。同時に3つの香りパックシリーズに「スーッと涼やかパック」を追加発売。
  - 9月 - 保湿成分を配合した「バブミルキー ホワイトローズの香り」を発売。
  - 10月 - オクチルフタリドを配合した「バブEX」を発売。
- 2004年
  - 3月 - 「爽快バブシャワー」の販売を一時終了。同時に「湯上り爽快バブ」も販売終了となる。
  - 4月 - 「バブクール」に「ライムスカッシュの香り」を追加発売。同時に「ミントの香り」を改良。
  - 9月 - 「バブ」に「カトレアブーケの香り」を追加発売。
- 2005年
  - 3月 - 愛用者の声に応え、「爽快バブシャワー」が復活。「バブクール」に「ブルーウォーターリリィの香り」を追加発売。
  - 8月 - 「バブ」にコンセプチュアルアソート品が登場。「古都の散策」を追加発売。
  - 9月 - コンセプチュアルアソート品第2弾として「ミルキーセレクション」を追加発売。
- 2006年
  - 4月 - 「バブクール」にコンセプチュアルアソート品「アジアンリゾート」を追加発売。
  - 8月 - 「万葉風流記」と「ミルキーカフェ」を追加発売。「古都の散策」と「ミルキーセレクション」は3つの香りパック仕様（「古都の散策S」、「ミルキーセレクションS」）にリニューアル発売。
- 2007年
  - 4月
    - 「バブクール」に「アロハパラダイス」を追加発売。「アジアンリゾート」は3つの香りパック仕様（「アジアンリゾートS」）に転換。
    - 「爽快バブシャワー」がリニューアル発売。従来の「スーパークール」は「ひんやりハッカの香り」となり、新たにマイルドタイプの「さわやかライムの香り」を追加。「エクストラクール」は数量限定品となる。

  - 8月
    - 「ふるさと花日記」と「ローズガーデン」を追加発売。前年に発売した「万葉風流記」もアロマビーズを新配合してリニューアルされた。
    - 一旦発売を休止していた「ひのきの香り」が復活。

  - 10月 - 「バブ 濃厚炭酸湯（陳皮の芳香浴、山桜の芳香浴）」発売。
- 2008年
  - 4月 - 「バブクール」に「浜風のささやき」を追加発売。「濃厚炭酸湯」に初の数量限定品「ローズマリーの香り」を発売。通常品のハーフサイズ（4錠）である。
  - 9月 - 発売25周年。温泉成分の一つである炭酸カルシウムが配合され、ブランドロゴを変更。既存品[6]のリニューアルに合わせ、「胡蝶蘭の香り」を追加発売。
  - 10月 - 「濃厚炭酸湯」に「芍薬の芳香浴」を追加発売し、既存2アイテム（陳皮の芳香浴・山桜の芳香浴）もブランドロゴを変更したパッケージデザインにリニューアル。
  - 11月 - 発売25周年記念商品「香りしたたる旬どり果実」を限定発売。
  - 内容量を45gから40gに変更。
- 2009年
  - 2月 - 「さくらの香り」が数量限定品として復活。「濃厚炭酸湯」にも数量限定品2アイテム「カミツレの芳香浴」と「レモングラスの芳香浴」を発売。4錠入りのハーフサイズ形態である。
  - 4月
    - 「バブクール」を全面刷新。清涼成分に肌さっぱり成分を加えた処方となり、ラインナップに「新緑こだちの香り」と「避暑地の午後」を追加。また、「アロハパラダイス」も3つの香りパック仕様「アロハパラダイスS」に転換。
    - 「爽快バブシャワー」をリニューアル。香調名が変更（「さわやかライムの香り」→「マイルドクール ライムの香り」、「ひんやりハッカの香り」→「クール ハッカの香り」）され、数量限定品として発売していた「エクストラクール」が再びレギュラー品になる。

  - 5月 - 「バブクール」に数量限定品「トロピカルジャーニー」を発売。
  - 9月 - コンセプチュアルアソート品を「香り詰め合わせシリーズ」として刷新すると共に、「濃厚炭酸湯」をリニューアル発売。
    - 「香り詰め合わせシリーズ」はより気軽に試せるように従来の「コンセプチュアルアソート品」の20錠（4種類各5錠）から12錠（4種類各3錠）に減らしパッケージの奥行も薄くなった。「ローズガーデン」は新デザインとなり、新たに「摘みたてハーブ日和」と「いにしえ趣（おもむき）めぐり」を追加。また、従来の「コンセプチュアルアソート品」にラインナップされていた「万葉風流記」は3つの香りパック仕様「万葉風流記S」にリニューアルされた。
    - 「濃厚炭酸湯」も容量を8錠から6錠に減らし、温泉成分の一つである炭酸カルシウムを配合。ラインナップには従来の「バブEX」の香りであった「和漢植物の芳香浴」を追加。

  - 11月 - 数量限定品「完熟果実とれたて便」を発売。
- 2010年
  - 1月 - 数量限定品「ひだまり散歩道」を発売。
  - 3月 - 「香りの詰め合わせシリーズ」に「スローフォレスト」を追加。
  - 4月 - 「バブクール」に香りの詰め合わせシリーズとして「海辺のくつろぎ」と「オリエンタルスパ」を追加。
  - 5月 - 「バブクール」数量限定品「Happy&Juicy（ハッピー&ジューシー）」を発売。
  - 9月 - 「香りの詰め合わせシリーズ」に「エキゾチックスパ」を追加。
  - 10月 - 粉末タイプ「マイクロバブ」を発売。
  - 11月 - 数量限定品「FRUITS WONDERLAND」を発売。
- 2011年
  - 3月 - 「香りの詰め合わせシリーズ」に「フルーティサロン」を追加。
  - 4月 - 「バブクール」に香りの詰め合わせシリーズとして「ビューティフルブリーズ」を追加発売。あわせて、「ミントの香り」と「新緑こだちの香り」はパッケージデザインをリニューアルし、内容量を12錠に減らした。
  - 6月 - シャワーで流すマッサージジェル「シャワータイムバブ らくらくジェル」を発売。
  - 9月 - 「香りの詰め合わせシリーズ」に「ピースフルハーブ」と「こころ和むほのぼの湯」を追加。火で焚かないお湯アロマ「シャワータイムバブ リラックスアロマ」を発売。
  - 10月 - 粉末タイプ「マイクロバブ」のパッケージをリニューアルし、新たに「ローズ&ネロリの香り」を追加。
- 2012年
  - 3月 - 「香りの詰め合わせシリーズ」に「森のこもれび -ナチュラルオアシス-」を追加。「バブクール」に香りの詰め合わせシリーズとして「オリエンタルスパ -プライベートリゾート-」を追加発売。
  - 4月 - 「シャワータイムバブ」の新ラインナップとして、「らくらくジェル」とセットで使用するマッサージ器具「らくもみマッサージャー」とシャワーで流すボディローション「さらっと素肌ローション」を発売。
  - 9月 - 「香りの詰め合わせシリーズ」に「ナイトアロマ」と「エキゾチックスパ 魅惑のバスタイム」を追加。
  - 10月 - 「ゆずの香り」の香りに比べて炭酸を高濃度配合した「バブ メディケイティッド（柑橘の香り、森林の香り）」を発売。
- 2013年
  - 3月 - 「バブクール」に「エンジェルライムの香り」を追加発売。
  - 4月 - 夏向けの入浴料「バブ 夏肌さらり湯」を発売。
  - 9月 - 「ピースフルハーブ」・「ナイトアロマ」をリニューアル発売、「バブ メディケイティッド」に「花果実の香り」を追加発売。
  - 10月 - カプチーノのようなクリーミー泡が湯面に広がる粉末タイプの炭酸入浴剤「バブチーノ」を発売。
  - 11月 - 発売30周年を記念した数量限定品「Sweet Flower Party（スイートフラワーパーティー）」、「Juicy Fruits Party（ジューシーフルーツパーティー）」を発売。
- 2014年
  - 1月 - 「香りの詰め合わせシリーズ」に「森のおもてなし 大人の贅沢時間」を追加。
  - 4月
    - 詰め合わせの香りを一新した「バブクール オリエンタルスパ アイランドタイム」をリニューアル発売。
    - 「爽快バブシャワー」を「バブ爽快シャワー」に刷新し、新たに「スーパーエクストラクールジェル アイスミントの香り」を発売。

  - 6月 - 「バブ爽快シャワー」に数量限定品「エクストラクール ミントオレンジの香り」と「スーパーエクストラクールジェル ミントオレンジの香り」を発売。
  - 9月 - 「香り詰め合わせシリーズ」に「ヨーロピアンスパ」を追加。さらに「こころ和むほのぼの湯」の詰め合わせの香りを一新した「のんびり、ゆったり ほのぼの湯」をリニューアル発売。
  - 10月 - 「バブメディケイティッド」・「バブチーノ」をリニューアル発売（共にパッケージデザインの変更のみ）。
- 2015年
  - 3月 - 「香り詰め合わせシリーズ」の「ローズガーデン」を「アロマティックローズ」に改名しリニューアル（パッケージデザイン変更のみ）。
  - 4月 - 「バブメディケイティッド」にシリーズ初のクールタイプ「冷涼クール」を発売。同時に、「バブクール ビューティフルブリーズ」を「バブクール フラワースプラッシュ」に改名しリニューアル。
  - 9月 - 「バブ 和漢ごこち」を発売。併せて、「香り詰め合わせシリーズ」の「ナイトアロマ」と「ピースフルハーブ やすらぎのひととき」をリニューアル。
  - 10月 - 「バブメディケイティッド」の「柑橘の香り」・「森林の香り」・「花果実の香り」を黒基調のパッケージにリニューアル。
- 2016年
  - 3月 - 「香り詰め合わせシリーズ」に「花めぐりの湯」を追加。
  - 4月 - 「バブクール」に「涼やかマリンフラワーの香り」を追加発売し、「ミントの香り」は「涼やかミントの香り」に改名してパッケージリニューアル。「バブメディケイテッド」の「冷涼クール」を紺基調のパッケージにリニューアル。
  - 9月 - 「香り詰め合わせシリーズ」に「温もり和果」を追加、「バブうるおいプラス」を発売。
  - 10月
    - 「バブ 和漢ごこち」をリニューアル。
    - 粉末タイプの「バブ エピュール」を発売。
- 2017年
  - 3月 - 「香り詰め合わせシリーズ」に「グリーンオアシス」を追加、同時に「ピースフルハーブ」をリニューアル。
  - 8月 - 20錠入り（ゆずの香り・森の香り・ひのきの香り・ラベンダーの香り）を全面リニューアルし、新たに「ベルガモットジンジャーの香り」を発売。
  - 10月
    - 「バブ エピュール」に「レモングラス&ゼラニウムの香り」 と「ジャスミン&フランキンセンスの香り」の2種を追加発売。
    - 「バブメディケイテッド」の「柑橘の香り」・「森林の香り」・「花果実の香り」をパッケージリニューアル。
- 2018年
  - 3月 - 「バブ 温&涼 2種セット」を発売、「バブ メディケイティッド 冷涼クール」をパッケージリニューアル。
  - 9月（一部店舗は8月最終週より） - 「香り詰め合わせシリーズ」を「アソートシリーズ」に改め、全面刷新。既存のラインナップを「ナイトアロマ」と「ピースフルハーブ」に集約してリニューアルすると同時に、「至福のめぐり浴（至福の柑橘めぐり浴・至福の森めぐり浴）」と「The Aroma（Pleasure Feeling・Luxury Feeling）」を発売。同時に、「うるおいプラス」はパッケージデザインを変更するリニューアルが行われた。
  - 10月（バブ メディキュアとバブ エピュール バスエッセンスは9月より一部ECサイトで先行発売されていた）
    - 「バブ メディキュア」シリーズ5種（柑橘の香り、森林の香り、花果実の香り、ほぐ軽スッキリ、温もりナイト）を発売。
    - 「バブ エピュール」に「オレンジフラワー&パチュリの香り」を追加発売（本製品の発売に伴い、「ジンジャー&シナモンの香り」は2018年9月製造終了）。
    - 「バブ エピュール」に液体タイプの「バスエッセンス」2種（イランイラン&サンダルウッドの香り、ラベンダー&マージョラムの香り）を追加発売。
- 2019年
  - 3月 - 「バブ エクストラクール エクストラクールミントの香り」、「バブ メディキュア 冷涼クール」を発売し、「バブクール 涼やかミントの香り」と「バブ 爽快シャワー」はリニューアルされ、パッケージデザインが変更された。
  - 8月 - 「バブ for SKIN」を発売。
  - 10月 - 「アソートシリーズ」に「至福の花めぐり浴」、「バブ メディキュア」に「発汗リフレッシュ浴」をそれぞれ追加発売。
- 2020年
  - 4月 - 「バブ メディキュア」に「爽快リカバリー」を追加発売。
  - 8月 - 無香料・無着色タイプの「バブ クリアタイプ」と無香料・乳白タイプの「バブ ミルキータイプ」を発売し、同時にゆずの香り・森の香り・ひのきの香り・ラベンダーの香り・ベルガモット&ジンジャーの香りはパッケージデザインを変更してリニューアル。「香りアソートタイプ」に「ミルキーアロマ」を追加。
- 2021年
  - 4月 - 「バブ オフロでオフ」を発売。
  - 10月（一部店舗は9月最終週より） - 「バブ メディキュア」に液体タイプの「極み薬湯（やくゆ）」2種（無香料・ハーブの香り）を追加発売。新シリーズ「MIRAI beauty」を販売店限定で発売。
- 2022年
  - 4月 - 「香りアソートタイプ」に「至福の果実めぐり浴」を追加発売。
  - 10月（一部店舗は9月最終週より） - 「バブ モンスターバブル」を発売。
- 2023年
  - 4月（一部店舗は3月最終週より） - 「バブ モンスターバブル」に「ゆるんとジャグジー気分」を追加発売。
  - 9月 - 「バブ あふれるのはきっと、お湯だけじゃない」を発売。

## 製品ラインナップ

### 現行製品

#### 入浴剤
バブ【医薬部外品】
スーパーやドラッグストアなどの店頭で見かけるもっともメジャーな入浴剤である。これまでに発売された香りの種類は2008年9月現在で約70種類以上。形は5×5×1.5cmの角型で中央に円形にくぼみがつけられている。有効成分は炭酸水素ナトリウム、炭酸ナトリウム。2008年9月のリニューアル時に炭酸カルシウムが配合された。1錠40g。現行品は大きく2つに分類される。
2017年8月に20錠入りが全面リニューアルされ、炭酸カルシウムを省く代わりに、硫酸マグネシウムと硫酸ナトリウム（無水）を配合して処方変更され、錠剤の形状は中央から渦を巻いたようなデザインに変更され、中央のくぼみが目立たなくなった。
- ベーシックタイプ - 「バブ」の定番部類。20錠入り。
  - ゆずの香り - 湯の色はナチュラルイエロー（黄色）
  - 森の香り - 湯の色はナチュラルグリーン（緑色）
  - ひのきの香り - 湯の色はウッディイエロー（朱色）。一時期ギフト専用の香りとしていたが、2007年9月から再び通常品（20錠）の販売を開始した。
  - ラベンダーの香り - 湯の色はナチュラルパープル（紫色）
  - ベルガモットジンジャーの香り - 湯の色はクリアイエロー（黄色）
  - クリアタイプ - 無香料で、湯の色は無色クリア（透明）。後述するが、以前「バブ無色無香料」が発売されていたことがあり、無香料・無着色タイプが事実上復活したこととなった。
  - ミルキータイプ - 無香料で、湯の色は乳白色（にごりタイプ）

- 香りアソートタイプ - 4種類の香りを詰め合わせた部類。2009年9月のリニューアル時に12錠入りとなる。数量限定品を除く複数の香りが入った製品としては6錠入りの「3つの香りのパック」が以前から発売され、本シリーズ発売後も併売されていたが、最後まで発売されていた「バブクール アロハパラダイスS」が2011年3月で製造を終了したため、「香り詰め合わせシリーズ」へ完全移行し、2018年9月に「アソートシリーズ」となった。「アソートシリーズ」への改名と同時に、硫酸マグネシウムと硫酸ナトリウム（無水）を追加配合する処方変更がなされ、錠剤の形状が20錠入り同様に変更された。
  - ピースフルハーブ - ベルガモットジンジャーの香り・ナチュラルラベンダーの香り・ユーカリの香り・サンダルウッドの香りとハーブ系の香りの詰め合わせ。2011年9月で製造を終了した「摘みたてハーブ日和」の実質的な代替製品ともいえる。2013年9月のリニューアルではカモミールの香りをユーカリの香りに、2015年9月のリニューアルではジャスミンの香りをサンダルウッドの香りに、2017年3月のリニューアルではラベンダーの香りをナチュラルラベンダーの香りに、2018年9月のリニューアルではベルガモットリーフの香りを20錠入りにもラインナップされているベルガモットジンジャーの香りにそれぞれ入れ替えた。
  - ナイトアロマ - ロマンティックジャスミンの香り・スイートカモミールの香り・ローズハーモニーの香り・ラベンダーの香りと花系の香りの詰め合わせ。2013年9月のリニューアルではビーナスハーブの香りをスイートカモミールの香りに入れ替え、2015年9月のリニューアルではムーンシトラスの香りをロマンティックジャスミンに入れ替え、花系の香りの詰め合わせとなった。2018年9月のリニューアルではフェアリーラベンダーの香りを20錠入りにもラインナップされているラベンダーの香りに入れ替えた。
  - ミルキーアロマ - エレガントフローラルの香り・ドリーミーミュゲの香り・メルティミルクの香り・ハーバルアロマの香りの詰め合わせ。アソートシリーズ初のにごりタイプ。
  - 至福の柑橘めぐり浴 - ほっと、なごむゆずの香り・完熟きんかんの香り・甘蜜みかんの香り・さわやかなすだちの香りと柑橘系の香りの詰め合わせ。ほっと、なごむゆずの香りは20錠入りにラインナップしているゆずの香りと同一である。
  - 至福の森めぐり浴 - 奥深い豊かな森の香り・すがすがしい高原の森の香り・みずみずしい清流の森の香り・おだやかな湖畔の森の香りと森系の香りの詰め合わせ。奥深い豊か森の香りは20錠入りにラインナップされている森の香りと同一である。
  - 至福の果実めぐり浴 - まろやか無花果の香り・ほっこり林檎の香り・甘ずっぱい杏子の香り・とろける白桃の香りの果実系の香りの詰め合わせ。本品で「バブ」ブランドで初となる月のマークがない「Kao」ロゴとなる。

バブクール【医薬部外品】
清涼成分と肌さっぱり成分を配合。形状は同じであるが、炭酸カルシウムは配合されておらず、1錠40gである。「フラワースプラッシュ」のリニューアルに合わせて、他の製品も2015年春にパッケージリニューアルした。
- 涼やかミントの香り
- オリエンタルスパ - フランジパニの香り・マンゴスチンの香り・ブルーウォーターリリーの香り・ピンクオーキッドの香りの4つの香りの詰め合わせ。海に囲まれた東洋の楽園をイメージした香りがそろう。発売当初は3代目製品として「オリエンタルスパ アイランドタイム」として発売されていたが、前述のパッケージリニューアルに伴い、商品名を発売当初の名称に戻した。
- フラワースプラッシュ - エーデルワイスの香り・アルペンローズの香り・ゴールデンリリーの香り・アザレアハーモニーの香りと渓谷に咲く花々をイメージした花系の香りの詰め合わせ。2015年4月に「ビューティフルブリーズ」から改名すると同時に、ワイルドハーブの香りに替わり、アザレアハーモニーの香りを新たに詰め合わせた。

バブエクストラクール【医薬部外品】
- エクストラクールミントの香り

バブ モンスターバブル【医薬部外品】
バブ メディキュアと同じ1錠70gのビッグサイズとしており、若年層をターゲットにした製品。スッキリFREEは「バブ メディキュア 発汗リフレッシュ浴」の実質的な後継製品である。
- かろやかDAYS - 湿潤剤の高麗ニンジンエキスを配合。シトラスグリーンの香り（色つき透明タイプ）
- NIGHTモード - 湿潤剤の高麗ニンジンエキスに加え、保湿ベール成分の芒硝（硫酸ナトリウム（無水））を追加配合。ラベンダーウッドの香り（にごりタイプ）
- スッキリFREE - 湿潤剤の高麗ニンジンエキスに加え、トウガラシエキスとショウガエキスを追加配合。スパイシーシトラスの香り（色つき透明タイプ）
- ゆるんとジャグジー気分 - 有効成分にミョウバン（硫酸アルミニウムカリウム）を、清涼成分にメントールを配合。ハーバルレモンの香り（色つき透明タイプ）

バブ メディキュア【医薬部外品】
「バブ ゆずの香り」に比べ、炭酸濃度を10倍とし、1錠70gのビッグサイズとしている。柑橘の香り・森林の香り・花果実の香りは「バブ メディケイティッド」の後継製品である。
- 柑橘の香り
- 森林の香り
- 花果実の香り
- ほぐ軽スッキリ - 湿潤剤の高麗ニンジンエキスを追加配合。すっきりハーブの香り
- 温もりナイト - 湿潤剤の高麗ニンジンエキスだけでなく、保湿ベール成分の芒硝（硫酸ナトリウム（無水））も追加配合。ラベンダー&シダーウッドの香り、にごりタイプ。
- 爽快リカバリー - 湿潤剤の高麗ニンジンエキスだけでなく、アルギニン・ビタミンB2、メントールとハッカ油のW清涼成分も追加配合。リフレッシュハーブの香り。
- 冷涼クール - 「バブクール 涼やかミントの香り」と比べメントールを高配合し、ミョウバン（硫酸アルミニウムカリウム）を追加配合したクールタイプ。レモングラスの香り。

バブ メディキュア 極み薬湯（やくゆ）【医薬部外品】
2022年11月時点における「バブ」のラインナップでは唯一となる液体タイプで、生薬カミツレエキス（カミツレ抽出液）と米胚芽油を有効成分として、オーツ麦エキス・セラミドAP+（ヘキサデシロキシPGヒドロキシエチルヘキサデカナミド、長鎖二塩基酸ビス3-メトキシプロピルアミド）・シアバター・モイストオイル（トリ（カプリル・カプリン酸）グリセリル、ミリスチン酸イソプロピルを保湿成分としてそれぞれ配合。湯の色は乳白色で無着色・パラベンフリー。つめかえ用もラインナップしている。
- 無香料
- ハーブの香り

バブ あふれるのはきっと、お湯だけじゃない【医薬部外品】
通常の「バブ」と異なり、1錠あたり約20gの小型の錠剤タイプで、2錠投入する。液色は無色透明。チャック付きのパウチ包装となる。また、包装体系が6錠と20錠の2包装が設定される。
- たくらみ シトラス&ウッディの香り
- 出会い ハーバル&フローラルの香り

#### シャワーケア
以下の製品は湯船に投入する入浴剤ではないので注意が必要である。
バブ爽快シャワー
風呂上がりの直前に塗り、シャワーで流す製品。1997年に「爽快バブシャワー」として発売、2004年3月に一旦販売終了となったが、同年夏は猛暑となり、ユーザーからの再発売の要望が多数あったため、翌年の2005年より再発売された。ちなみに販売終了された商品が再発売されるのは日用品業界では異例のことである。2014年4月に製品名が変更となった。また、フィルムをはがすとシンプルなデザインとなる。なお、いずれの製品もメントールが高配合されており、目や鼻にツンとくる場合があるほか、メントールの冷感刺激に弱い方・日焼け後・除毛直後は使用不可となる。
- エクストラクール スプラッシュミントの香り - 発売当初は通常品として発売され、再発売以降は数量限定品として発売していたが、2009年のリニューアルをもって再び通常品となった「爽快バブシャワー エクストラクール」から改名。超冷感タイプのシャワーで流すボディローション。
- スーパーエクストラクールジェル アイスミントの香り - 凄冷感タイプのシャワーで流すボディジェル。

### 販売店限定品
MIRAI beauty
エプソムソルトやモイストオイル（パルミチン酸イソプロピル、ミリスチン酸オクチルドデシル）を配合した炭酸発泡・透明タイプ「ふんわりやわ肌」とビタミンC・ローズヒップ・モイストオイル（トリ（カプリル酸/カプリン酸）グリセリル）を配合したにごり湯タイプ「つるすべ肌」の2ラインがあり、いずれも約10回分のボトルと1回分使いきりの分包を設定。有効成分を配合していないため、入浴用化粧料に分類される。マツキヨココカラ&カンパニーのグループ店舗やオンラインショップ、Amazon.co.jp限定発売。
- ふんわりやわ肌 レモングラス&ローズの香り
- ふんわりやわ肌 オレンジフラワー&ジンジャーの香り
- つるすべ肌 ネロリ&ゼラニウムの香り
- つるすべ肌 ベルガモット&カモミールの香り

つめ合せBOX【医薬部外品】
香りアソートタイプ4箱分に相当する48錠入りの大容量パック。一部ホームセンターやECサイトでの取り扱いとなり、花王の製品情報サイトには掲載されない。
- 厳選4種類の香りセレクトBOX - ベーシックタイプのゆずの香り・森の香り・ラベンダーの香り・ベルガモット&ジンジャーの香りの4種類を詰め合わせたもの（4種各12錠ずつ封入）。
- 6種類の香りお楽しみBOX - 6種類の香りを詰め合わせたもの（6種各8錠ずつ封入）。発売当初はゆずの香り・森の香り・グレイスゼラニウムの香り・ロイヤルカシスベリーの香りと「うるおいプラス」2種（ホワイトローズの香り、ホワイトカモミールの香り）が封入されていたが、2017年秋のリニューアルで「うるおいプラス」を除く4種が入れ替わり、「温もり和果」に封入されているはちみつゆずの香りとかりん生姜の香り、「ピースフルハーブ」に封入されているユーカリの香り、「ナイトアロマ」に封入されているロマンティックジャスミンの香りに変更。2019年3月のリニューアルでユーカリの香りとロマンティックジャスミンの香りを除く4種が入れ替わり、「ナイトアロマ」に封入されているローズハーモニーの香り、「至福の森のめぐり浴」に封入されている清流の森の香り、「至福の柑橘めぐり浴」に封入されている完熟きんかんの香り、「ピースフルハーブ」に封入されているサンダルウッドの香りに変更された。
- 温&涼BOX - 2019年3月発売。「温&涼 2種セット」の大容量パック仕様で、「バブ」はベーシックタイプのゆずの香り・森の香り・ラベンダーの香りの3種、「バブ クール」は2種セットに封入されている涼やかミントの香りに加え、本BOX限定となる涼やかマリンフラワーの香り、「オリエンタルスパ」に封入されているブルーウォーターリリーの香りの3種を詰め合わせている（6種類各8錠入り）。

メディキュア 大容量パック【医薬部外品】
「バブ メディキュア」のベーシックタイプとなる柑橘の香り・森林の香り・花果実の香りの3種類を詰め合わせ、通常品の2.5箱分となる15錠（3種類各5錠）入りとした大容量アソートパック。ECサイトでの取り扱いとなるため、「つめ合せBOX」同様、花王の製品情報サイトには掲載されない。

### 数量限定品
バブには、その季節ごとに限定発売される数量限定品が存在する。香りはその限定品のために作られた特別なものが多く、限定品の販売終了と共になくなる香りが数多い。以下はほんの一例である。
毎日楽しい6つの香り
2000年3月発売。通常品6種類（ローズ・カモミール・ラベンダー・ゆず・森・ヒノキ）を2錠ずつ詰め合わせたアソートパック。
リゾート気分を楽しむ3つの香りパック
2001年4月発売。3つの香りの詰め合わせ。
春のめざめを楽しむ3つの香りパック
2002年2月発売。日本の春の花の香りをそろえた詰め合わせ。当時の通常品であった「さくらの香り」に「すみれの香り」と「ももの香り」を追加。
果実のささやき3つの香りパック
2002年11月発売。果実の香りの詰め合わせ。当時の通常品であった「かりんの香り」に「みかんの香り」と「りんごの香り」を追加。
春、咲いた3つの香りパック
2003年2月発売。
ふわふわ春舞う3つの香りパック
2004年2月発売。
香りのフルーツバスケット
2004年11月発売。フルーツの香り4種類の詰め合わせ。プラスチック容器入り。
竹林茶屋
2005年2月発売。3つの香りの詰め合わせ。竹筒をイメージしたパッケージ。
クール 温度計付きお試しパック
2005年4月発売。通常品4種類各1錠とシートタイプの温度計がセットになったセット。
クール 炭酸水パーラー
2005年5月発売。3つの香りの詰め合わせ。グラスをモチーフとしたパッケージ。
香り・もぎたてボックス
2005年11月発売。昨年に引き続き、フルーツの香り4種類の詰め合わせ。
花の香りリース
2006年2月発売。ラベンダー・ローズ・カモミールガーデン・ローズマリーの4種類の詰め合わせ。
クール フラッペパーティ
2006年5月発売。フラッペをイメージした3つの香りとパッケージ。
フルーツケーキ
2006年11月発売。フルーツの香り4種類の詰め合わせ。ショートケーキの形をしたパッケージ。
花御膳
2007年2月発売。
クール 南風薫るレイ
2007年4月発売。
香りしたたる旬どり果実
2008年11月発売。発売25周年記念限定品。グレープフルーツ・りんご・メロン・ラズベリーの4種類の香りの詰め合わせで、数量限定品では初めて、通常品のコンセプチュアルアソート品と同じ20錠入り（4種類各5錠）となった。
トロピカルジャーニー
2009年5月発売。「香りしたたる旬どり果実」と同様、20錠入り（4種類各5錠）の限定コンセプチュアルアソート品。スターフルーツ・グァバ・ジンジャーフラワー・ジャスミンティーの4種類の香りの詰め合わせ。
完熟果実とれたて便
2009年11月発売。構成は2008年に発売された「香りしたたる旬どり果実」と同じ。違うのは容量で、2009年9月に刷新された「香り詰め合わせシリーズ」と同じ12錠入り（4種類各3錠）である。
ひだまり散歩道
2010年1月発売。ミモザ・すみれ・しろつめ草・紅梅（4種類各3錠）。
クール Happy&Juicy
2010年5月発売。グァバ・スターフルーツ・パイナップル・ライチ（4種類各3錠）。
FRUITS WONDERLAND
2010年11月発売。りんご・ピーチ・アプリコット・マスカット（4種類各3錠）。
flower season
2012年1月発売。スイートピー・フリージア・ライラック・さくら（4種類各3錠）。
香りしたたる旬どり果実
2012年12月発売。ピーチ・マスカット・グレープフルーツ・ストロベリー（4種類各3錠）。2008年に発売された香りしたたる旬どり果実のりんごがストロベリー、メロンがマスカットに変わった商品。
Sweet Flower Party
2013年11月発売。既存の香り詰め合わせシリーズの中から「甘くて、やさしい花々な香り」をテーマに4種類をピックアップし、ジャスミン（ピースフルハーブに封入）・スイートローズ（ローズガーデンに封入）・ドリーミーフラワー（エキゾチックスパ 魅惑のバスタイムに封入）・フェアリーラベンダー（ナイトアロマに封入）を詰め合わせたもの（18錠入り）。
Juicy Fruits Party
2013年11月発売。「さわやかでみずみずしいフルーツの香り」をテーマに、ムーンシトラス・ワイルドストロベリー・ゆずはちみつ・マスカットを詰め合わせたもの。ムーンシトラスはナイトアロマ、ゆずはちみつはこころ和むほのぼの湯にそれぞれ封入されているが、ワイルドストロベリーとマスカットは限定品のみに登場する程度の貴重な香りである（18錠入り）。
向井理 香りのセレクト
2015年3月発売。当時のCMキャラクターに起用されていた向井理が詰め合わせ内容の選定に携わった製品。ピュアローズの香り（アロマティックローズに封入）、ドリーミーフラワーの香り、ジャスミンの香り（ピースフルハーブ やすらぎのひとときに封入）、フェアリーラベンダーの香り（ナイトアロマに封入）を詰め合わせた「リラックスセレクション」とスイートカモミールの香り（ナイトアロマに封入）、ユーカリの香り（ピースフルハーブ やすらぎのひとときに封入）、ムーンシトラスの香り（ナイトアロマに封入）、ライラックの香りを詰め合わせた「リフレッシュセレクション」の2種。
匠のこだわり
2016年9月に、第2弾として清々しいくすのきの香り・かろやかな菩提樹の香り・奥深い白檀の香り・豊かなもみじの香りを詰め合わせた「恵みの森」、朝摘み薔薇の香り・可憐な藤の香り・甘美な椿の香り・可憐な牡丹の香りと花系の香りを詰め合わせた「摘みたて生花」を発売した。
ハーモニーシトラスの香り/ハピネスフローラルの香り
2016年10月発売。ディズニーとのコラボデザインで、「ハーモニーシトラスの香り」はミッキーマウスのイラストが、「ハピネスフローラルの香りはミニーマウスのイラストが描かれており、個包装にも複数のデザインが封入されている。
スヌーピーコラボ デザインパッケージ りんごの香り/みかんの香り
2023年3月発売。スヌーピーとのコラボデザインで、個包装は香り毎に各6種類が設定されている（ランダムで封入されているため、1箱に6種類すべてが揃わない場合がある）。外箱は縦向きと横向きで異なる両面デザインとなっており、縦向きでは"スヌーピー"が書かれたのれんにウッドストックが持った"バブ"と書かれた張り紙が重なり"バブーピー"となっており、使用後も立体的に飾れるペーパークラフト仕様となっている。

### ギフト製品
バブ 健康入浴ギフト
仕様は通常の「バブ」と同様だが、1箱8錠入りとしている。中身はゆずの香り・森の香り・さくらの香り・撫子の香り。K・B-30以上のセット品には追加でひのきの香りと紅梅の香りもセットされる。2008年9月にバブがリニューアルされたことに伴い、パッケージも中身も一新された。
バブ 夏の健康入浴ギフト
お中元シーズンのみに発売する「バブ健康入浴ギフト」の夏仕様。中身はクール 涼やかミントの香り・クール 新緑こだちの香り・ゆずの香り・森の香り・ラベンダーの香り・朝顔の香りの6種類。6種類すべて1箱ずつ封入したK・BC-30と、6種類のうちの4種類を2箱に増量したK・BC-50の2種類が設定されている。また、デパート向けは同一パッケージながら、K・BC-30（DP）、K・BC-50（DP）となる。
バブ バラエティーギフト
個包装で封入されており、ゆずの香り・森の香り・さくらの香り・朝顔の香り・撫子の香り・紅梅の香りの6種類・16錠入りのギフト。
バブ プレミアムアロマギフト
本ギフト限定の花系の香りの詰め合わせ。中身はクラシックジャスミンの香り、スイートコスモスの香り、フレッシュデイジーの香り、ピーチブロッサムの香りの4種類だが、K・BPA-30ではマグノリアブーケの香りとマンダリンバニラの香りの6種類となる。また、K・BPA-30と同じ6種類の香りを「バブ バラエティーギフト」と同じ個包装化した16錠入りのK・BPA - 10も設定されている。

### 製造終了品

#### 錠剤タイプ
バブ【医薬部外品】
無色無香料（1986年9月 - 1988年9月） - 2020年8月に発売された「バブ クリアタイプ」が実質的な後継製品となる。
グリーンフローラルの香り（1986年9月 - 1992年9月）
レモンの香り（1992年9月 - 1994年9月）
ハーブの香り（1996年1月 - 2000年?）
ローズの香り（1997年9月 - 2001年）
カモミールの香り→カモミールガーデンの香り（1999年9月 - 2008年3月）
さくらの香り（2001 - 2006年9月）
かりんの香り（2002年9月 - 2004年9月）
カトレアブーケの香り（2004年9月 - 2007年9月）
胡蝶蘭の香り（2008年9月 - 2010年9月）
バブ クール【医薬部外品】
緑茶の香り（2002 - 2006年3月）
ジャスミンティーの香り（2003年4月 - 2009年3月）
ライムスカッシュの香り（2004年4月 - 2009年3月）
ブルーウォーターリリィの香り（2005年3月 - 2008年9月）
新緑こだちの香り（2009年4月 - 2013年3月）
エンジェルライムの香り（2013年3月 - 2016年4月）
涼やかマリンフラワーの香り（2016年4月 - 2019年3月）
生薬配合バブ【医薬部外品】
1986年11月発売。炭酸ガスと2種類の生薬（センキュウ・トウキ）を配合した高機能タイプ。1992年1月製造終了。
モイスチャーミルクバブ（初代）→モイスチャーバブ【医薬部外品】
1989年10月発売。1992年6月のリニューアルにより「モイスチャーバブ」となる。特に肌の保湿効果がある製品。1996年4月製造終了。
ミルキーフレッシュバブ→ももの葉エキスバブ【医薬部外品】
1991年3月発売。1992年6月のリニューアルにより「ももの葉エキスバブ」となる。独自に開発したももの葉エキスを配合。夏向けの製品であった。1996年8月製造終了。
イチョウ緑葉エキスバブ【医薬部外品】
1994年9月発売。独自に開発したイチョウ緑葉エキスを配合。手足の冷えに効果がある。2001年製造終了。
バブ ミルキー ホワイトローズの香り【医薬部外品】
2003年9月発売。乳白色の湯（にごり湯）で、保湿成分（ヒアルロン酸・アロエエキス）を配合している。「バブ うるおいプラス」の発売に伴い、2016年8月製造終了。
バブ うるおいプラス【医薬部外品】
2016年9月発売。ヒアルロン酸とうるおいオイル（トリ（カプリル・カプリン酸）グリセリル）を配合した乳白色の湯（にごりタイプ）の保湿タイプ。以前発売されていた「バブ ミルキー」の後継製品で、入数を20錠から12錠に変更。香りは「ホワイトローズの香り」と「ホワイトカモミールの香り」の2種類が発売されていた。2017年秋に20錠入りと同じように錠剤の形状が変更された。「バブ for SKIN 素肌うるおいタイプ」の発売に伴い、2019年8月製造終了。
バブ for SKIN【医薬部外品】
2019年8月発売。スキンケアタイプ。従来の「バブ うるおいプラス」から引き継いだ乳白色の湯（にごりタイプ）の「素肌うるおいタイプ」2種類（ホワイトローズの香り、ホワイトカモミールの香り）に加え、汗速乾パウダー（シリカパウダー）とミョウバン（基剤）が配合された透明タイプ「素肌さらすべタイプ」（さわやかな緑茶の香り）を加えた2タイプ3種類となった。2021年春に「素肌うるおいタイプ」を「素肌うるおいプラス」に製品名を変更し、パッケージデザインが変更されたが、「素肌さらすべタイプ」を含めて2022年9月末をもって製造終了となった。
バブEX【医薬部外品】
2003年10月発売。生薬研究から生まれた有効成分・オクチルフタリドを配合。通常のバブの約1.5倍ほどの大きさ。種類は1種類で和漢植物の香り。通常のバブは角型だがEXは直径6cm、厚み2cmのドーナツ型をしているのが特徴。これはサイズが大きいため溶けやすい形にしたためと考えられる。1錠75g。「濃厚炭酸湯 和漢植物の芳香浴」に移行のため、2009年9月で製造終了。
バブ 濃厚炭酸湯【医薬部外品】
2007年10月発売。バブと同系統の入浴剤で通常のバブよりも炭酸ガス成分を高配合。直径6cm、厚み2cmで、溶けやすくするため形状はドーナツ状であったが、リニューアル後は中央に凹みがついた正八角形に変更となった。重量は70gで、主な成分はバブと同じ。2009年9月のリニューアルに伴い「和漢植物の芳香浴」を追加発売した。「バブ メディケイティッド」発売に伴い、2012年9月で製造終了。
バブ メディケイティッド【医薬部外品】
2012年10月発売。炭酸が高濃度配合された70gのビッグサイズの錠剤。2012年9月で製造を終了した「バブ 濃厚炭酸湯」の後継製品であった。種類は「柑橘の香り」、「森林の香り」、「花果実の香り」、メントールも高配合された「冷涼クール」の4種類があった。「バブ メディキュア」発売に伴い、2018年9月製造終了。
バブ 和漢ごこち【医薬部外品】
2015年9月発売。芒硝（硫酸ナトリウム）や、うるおい成分として、和漢成分のジンジャーエキス、オウバクエキス、米胚芽油と「モイストオイル（トリ（カプリル・カプリン酸）グリセリル、イソステアリン酸イソステアリル、パルミチン酸イソプロピル）」を配合したもの。香りは「月桂樹の香り」と「月見草の香り」の2種類。2018年9月製造終了。
バブ メディキュア 発汗リフレッシュ浴【医薬部外品】
2019年10月発売。湿潤剤の高麗ニンジンエキスだけでなく、トウガラシエキスも追加配合。スパイシーハーブの香り。2022年9月末製造終了。「バブ モンスターバブル スッキリFREE」が実質的な代替製品となる。
バブ 温&涼 2種セット【医薬部外品】
「バブ」と「バブ クール」のタイプの異なる2種類を1つに封入した製品。ベルガモットジンジャーの香りとクール 涼やかミントの香りが封入されており、12錠（各6錠ずつ）入りである。2023年8月末製造終了。
バブ オフロでオフ
皮脂吸着パウダー・炭&さっぱり成分（重曹・ソーダ灰）を配合。ハーブの香りで、湯の色は入浴剤では珍しい黒系のクリアブラック（透明湯）となる。本品には有効成分が配合されていないため、浴用化粧料に分類される。2023年8月末製造終了。

#### 錠剤タイプ（アソート）
バブ 香りの詰め合わせシリーズ→アソートタイプ【医薬部外品】
古都の散策（2005年8月 - 2006年9月）
ミルキーセレクション（2005年9月 - 2006年9月）
万葉風流記（2006年9月 - 2009年9月）
ミルキーカフェ（2006年9月 - 2008年8月）
ふるさと花日記（2007年8月 - 2009年8月）
ローズガーデン→アロマティックローズ（2007年8月 - 2018年9月）
摘みたてハーブ日和（2009年9月 - 2011年9月）
いにしえ趣（おもむき）めぐり（2009年9月 - 2011年9月）
スローフォレスト（2010年3月 - 2012年3月）
エキゾチックスパ（2010年9月 - 2012年9月）
フルーティサロン（2011年3月 - 2012年9月）
こころ和む ほのぼの湯（2011年9月 - 2014年9月）
森のこもれび -ナチュラルオアシス-（2012年3月 - 2014年1月）
エキゾチックスパ 魅惑のバスタイム（2012年9月 - 2014年9月）
森のおもてなし 大人の贅沢時間（2014年1月 - 2016年3月）
ヨーロピアンスパ（2014年9月 - 2017年3月）
のんびり、ゆったり ほのぼの湯（2014年9月 - 2016年8月）
花めぐりの湯（2016年3月 - 2018年9月）
温もり和果（2016年9月 - 2018年9月）
グリーンオアシス（2017年3月 - 2018年9月）
至福の花めぐり浴（2019年10月 - 2021年2月）
バブ クール 香りの詰め合わせシリーズ→アソートタイプ【医薬部外品】
アジアンリゾート（2006年4月 - 2007年3月）
アロハパラダイス（2007年4月 - 2009年3月）
浜風のささやき（2008年4月 - 2010年3月）
避暑地の午後（2009年4月 - 2010年3月）
海辺のくつろぎ（2010年4月 - 2011年3月）
オリエンタルスパ（2010年4月 - 2012年3月）
ビューティフルブリーズ（2011年4月 - 2015年3月）
オリエンタルスパ -プライベートリゾート-（2012年3月 - 2014年3月）
バブ 3つの香り【医薬部外品】
3つの香りのパック→ふるさとのやすらぎパック（1994年9月 - 2006年9月）
花の香りを楽しむパック→花のくつろぎパック（1997年10月 - 2006年9月）
古都の散策S（2006年9月 - 2009年9月）
ミルキーセレクションS（2006年9月 - ）
万葉風流記S（2009年9月 - ）
クール スーッと涼やかパック（2003年4月 - 2007年3月）
クール アジアンリゾートS（2007年4月 - 2009年3月）
クール アロハパラダイスS（2009年4月 - 2011年3月）
バブ The Aroma【医薬部外品】
2018年9月発売。「香りアソートタイプ」の一つで、プロヴァンスローズの香り・イングリッシュローズの香り・ブルガリアローズの香り・モロッカンローズの香りとローズ系統の香りを詰め合わせた「Pleasure Feeling」とプレシャスバニラの香り・ヴィーナスブーケの香り・オリエンタルウッドの香り・センシュアルブルームの香りと甘美系の香りを詰め合わせた「Luxury Feeling」の2種類が発売され、「Pleasure Feeling」は2018年8月で製造を終了した「アロマティックローズ」の実質的な後継製品であった。2020年春にパッケージデザインが変更されたが、2021年9月末で製造終了となった。
バブ 6種類の香りお楽しみBOX【医薬部外品】
20錠入りにラインナップされている「ゆずの香り」・「森の香り」・「ラベンダーの香り」に加え、「ナイトアロマ」に封入されている「ローズハーモニーの香り」と「ロマンティックジャスミンの香り」、「ピースフルハーブ」に封入されている「ユーカリの香り」の6種類を詰め合わせ、「バブ」で初めてとなる大容量の48錠入り（6種類各8錠）としている。ホームセンターやECサイトなどの一部販売店限定で、花王の製品情報サイトには掲載されていなかった。20錠入りのリニューアルに伴い、「厳選4種類の香りセレクトBOX」へ継承。

#### 粉末タイプ
湯上り爽快バブ【医薬部外品】
1993年4月発売。清涼感の強い粉状の入浴剤で初の非錠剤製品。清涼タイプ、スキンケアタイプ（1996年4月に追加）の2種類があった。炭酸ガスは発生しない。バブとの混用は双方の効果を弱める。2004年3月製造終了。
湯上り爽快バブ アイスボディバス【医薬部外品】
1998年5月発売。「湯上り爽快バブ」よりも清涼感の強い入浴剤で粉状。炭酸ガスは発生しない。バブとの混用は双方の効果を弱める。2003年3月製造終了。
湯上り爽快バブ 爽快入浴セット
1998年3月発売。「湯上り爽快バブ」清涼タイプ、スキンケアタイプを各3包ずつ詰め合わせたセット商品。2003年3月製造終了。
マイクロバブ【医薬部外品】
2010年10月発売。粉末タイプの入浴剤。なお、「バブ」に比べて非常に細かい泡なので、大きな泡がたたず雲のようにもくもくと広がるが、指で肌になでると細かい泡が発生する。香りは「ベルガモットジンジャーの香り」、「ゼラニウムグリーンの香り」、「ローズ&ネロリの香り」の3種類が発売されていた。2015年9月製造終了。
バブチーノ【医薬部外品】
2013年10月発売。粉末・にごりタイプの入浴剤。香りは「ホワイトローズの香り」と「ミルキーラベンダーの香り」の2種類。2016年9月製造終了。
バブ エピュール【医薬部外品】
2016年10月発売。「バブ」で初めてとなる「エプソムソルト（有効成分：硫酸マグネシウム）」を配合した粉末タイプ。香りはオレンジフラワー&パチュリの香り、ローズマリー&ユーカリの香り、シダーウッド&マンダリンの香り、レモングラス&ゼラニウムの香り、ジャスミン&フランキンセンスの香りの5種類で、すべての香りで8回分の400gボトルと、1回使いきりの50g袋の2容量が設定されていた。2021年9月末製造終了。

#### 液体タイプ
オクチルバブ【医薬部外品】
1996年9月発売。生薬研究から生まれた有効成分・オクチルフタリドを配合した薬用入浴液。炭酸ガスは発生しない。オクチルフタリドに引火性がある為、「火気注意」の表示がある（製品は原液、希釈液ともに消防法上非危険物である）。1999年9月製造終了。
モイスチャーミルクバブ（2代目）【医薬部外品】
2000年9月発売。初代同様肌の保湿効果がある製品だが、こちらは個包装の液体タイプとなる。炭酸ガスは発生しない。ももとアロエの2種類が発売された。「エモリカ」に統合される形で2002年9月に製造終了。
バブ エピュール アロマエッセンス
2018年10月発売。液体タイプ。香りはイランイラン&サンダルウッドの香りとラベンダー&マージョラムの香りの2種類があり、8回分の280mlボトルと、1回使いきりの35ml袋の2容量が設定されている。なお、他の「バブ」のシリーズ製品とは異なり、有効成分は配合されておらず、浴用化粧料に分類されていた。イランイラン&サンダルウッドの香りの280mlボトルは2021年3月、35ml袋とラベンダー&マージョラムの香りの280mlボトルは「バブ エピュール」同様に同年9月末に順次製造を終了した。

#### その他
爽快バブシャワー→バブ爽快シャワー
爽快バブシャワー クール（1997年4月 - 2001年）
爽快バブシャワー マイルドクール ライムの香り（旧：爽快バブシャワー さわやかライムの香り）（2007年4月 - 2012年3月）
バブ爽快シャワー マイルドクール アクアミントの香り（旧：爽快バブシャワー スーパークール→爽快バブシャワー ひんやりハッカの香り→爽快バブシャワー クール ハッカの香り）（1997年4月 - 2017年3月）
シャワータイムバブ さらっと素肌ローション
2012年4月発売。シャワーで流すボディローション。風呂上がりの直前によく振ってから使用する。高持続性さらさらパウダー配合。香りは「フルーティローズの香り」と「マンダリンシトラスの香り」の2種類。「爽快バブシャワー（現在の「バブ爽快シャワー」）」とは異なり、香りとサラサラ感を重視した製品であった。2014年3月製造終了。
シャワータイムバブ リラックスアロマ
2011年9月発売（当初は2011年5月を予定していたが、諸般の都合により約4ヶ月遅れの発売となった）。バスルーム用 カップに入れる香りのタブレット（芳香剤）。専用カップに約40℃のシャワーの湯と香りのタブレットを入れて使用する。香りは約30分持続。香りは「贅沢なローズの香り」と「くつろぎハーブの香り」の2種類があり、それぞれに香りのタブレット3錠+専用カップつきと香りのタブレット5錠の2タイプをラインナップしていたが、香りのタブレット5錠は専用カップがある方に向けた補充用であるため、初めて使う場合は香りのタブレット3錠+専用カップつきを購入する必要があった。また、入浴剤の「バブ」と混同しやすいことから、パッケージ正面下に「入浴剤ではありません」の注意書きが記されていた。2014年3月製造終了。
シャワータイムバブ らくらくジェル
2011年6月発売（当初は2011年5月を予定していたが、諸般の都合により約1ヶ月遅れの発売となった）。マッサージジェル。体を洗浄後、濡れた状態で使用する。ローズの香りの「肌感すっきりタイプ」とシトラスハーブの香りの「肌感とてもすっきりタイプ」の2種類があった。2015年3月製造終了。
シャワータイムバブ らくらくマッサージャー
2012年4月発売。お風呂で使用するマッサージ器具。しなやかに形を変える柔らかい素材に6mmのイボイボ突起を配している。前述の「らくらくジェル」とセットで使用する。カラーはピンクとグリーンの2色。2015年3月製造終了。

## CM出演者

### 現在
- 上野樹里
- 前野朋哉
- 仲里依紗
- オカリナ（おかずクラブ）
- ないとー（おるたなChannel）
- やす子

### 過去
- 山口良一
- 青木さやか
- 向井理
- ベッキー
- 浅尾美和 - バブチーノ
- 峰えりか - マイクロバブ、シャワータイムバブ
- いとうあさこ
- 西島秀俊
- 阿部サダヲ

など